# ゼリムハン・ヤンダルビエフ
ゼリムハン・アブドゥルムスリモヴィチ・ヤンダルビエフ（チェチェン語: Зелимха Яндарбин、ロシア語: Зелимхан Яндарбиев、1952年9月12日 - 2004年2月13日）は、国際的に未承認のチェチェン・イチケリア共和国の第2代大統領でチェチェン独立派の最高指導者の1人である。

## 経歴
1952年、追放先のカザフスタンで生まれた。1981年、チェチェン・イングーシ国立大学を卒業。
1989年から、チェチェン・イングーシ自治ソビエト社会主義共和国作家連盟の文学顧問、チェチェン人社会の政治組織「バルト」（合意）総裁。1990年5月、ヴァイナフスク民主党（バイナフ民主党とも）を組織して率い、独立民主国家の建国をその基本綱領とした。チェチェン民族全国民会議設立後、1990年11月から、その執行委員会副議長（議長はジョハル・ドゥダエフ）。1991年の第1回チェチェン議会において、ヤンダルビエフは、マスコミ・言論の自由委員会を率いた。
1993年4月17日、ジョハル・ドゥダエフの命令により、チェチェン副大統領代行に任命され、主として、イデオロギー問題に従事した。敵対派犯罪調査国家委員会とズヴィアド・ガムサフルディア遺体再埋葬委員会を率いた。
第一次チェチェン紛争時、ヤンダルビエフは、グロズヌイ中心部の防衛を指揮した。1995年3月14日、ロシア当局は、ヤンダルビエフを他のチェチェン独立派指導者と共に、権力濫用、反逆、匪賊行為で起訴した。
1996年4月22日、ドゥダエフの死と関連して、チェチェン・イチケリア共和国国家防衛会議により、大統領に任命された。5月27日、モスクワにおいて、停戦協定に署名。9月28日、チェチェン・イチケリア共和国政府を組閣。10月3日、モスクワで、ヤンダルビエフが率いるチェチェン代表団とヴィクトル・チェルノムイルジンが率いるロシア代表団間の交渉が行われた。
1997年1月27日、チェチェン大統領選挙に敗北し、投票結果で第3位を占めた。2月12日、大統領の権限をアスラン・マスハドフに委譲した。その後、マスハドフ政権との協力を拒否し、野党に移った。
1999年10月、チェチェン共和国大統領の私設公使である在ムスリム諸国全権代表に任命。2000年1月、在アフガニスタン・イチケリア代表となった。
2000年頃、ヤンダルビエフは、自分の家族と一緒に、カタールのドーハに移住した。ロシア当局は、ヤンダルビエフの引渡をカタール政府に再三求めたが、回答は得られなかった。
2004年2月13日、ヤンダルビエフは、車に仕掛けられた爆弾により暗殺された。2月19日、カタール当局は、ロシア情報機関職員と思われる3人のロシア人を拘束し、その内、2人は殺人容疑で終身刑を言い渡された。判決以降ロシア政府は彼らの身柄引渡を求めていたが、2004年12月、カタール政府が送還に応じ、2人はロシア政府専用機でロシアへと帰国した。